# Camilo (cantante)
Camilo Echeverri Correa (Montería, Córdoba, 16 de marzo de 1994) es un músico, compositor y cantante colombiano. 
Debutó en 2008, después de ganar el concurso de talentos Factor Xs de su país en 2007.
Es conocido por temas como «Tutu», junto a Pedro Capó, «Desconocidos» y «La boca», con Mau & Ricky. También es célebre por escribir para otros cantantes, como Becky G y Natti Natasha, en «Sin pijama», o para Lali y Mau & Ricky en «Sin querer queriendo».

## Biografía
Camilo Echeverri Correa nació en Medellín, Antioquia, el 16 de marzo de 1994, y fue criado en Montería, Córdoba, desde los 5 años de edad en 1999. Sus padres son los antioqueños Eugenio Echeverri y Lía Correa.
Está casado con la cantante y actriz venezolana Evaluna Montaner. El 13 de octubre de 2021 anunció en un videoclip que estaban esperando su primer hijo.

## Trayectoria musical

### 1994-2017: Inicios de vida y carrera musical
Camilo nació en Medellín. La casa de su familia no tenía radio, pero albergaba una colección de discos de artistas como The Beatles, Charly García, Facundo Cabral, Mercedes Sosa y Pink Floyd. Recordó: "Esa fue mi primera  es semilla, desde que era pequeño, mi sueño era heredar eso".
En 2006 acudió a una audición al programa Factor X transmitido por el canal RCN, junto a su hermana Manuela, pero ninguno de ellos llegó a la final. No fue hasta el 2007 cuando nuevamente acudió al programa y logró llegar a la final permaneciendo en la competencia hasta ganar el premio, el cual consistió en grabar su primer mixtape, pero bajo su nombre de pila, Camilo Echeverri, Regálame tu corazón (2008), además de continuar con sus estudios por internet.
En ese mismo año tuvo una aparición en la serie televisiva Súper pá de RCN y en la novela En los tacones de Eva, además de entrar como presentador del programa infantil Tu Planeta Bichos ( Bichos Bichez o Bichos en sus primeras temporadas ) hasta el 2009, año en que se retiró, para realizar una gira musical en Colombia y Estados Unidos.
En septiembre de 2010 estrenó su segundo mixtape como Camilo Echeverri titulado Tráfico de sentimientos, cuya producción fue un éxito comercial en su país natal, al igual que en otros países de América Latina. En 2011 fue convocado para ser el presentador de Factor X, posteriormente volvió a ingresar como presentador del programa infantil Bichos ( Tu planeta Bichos en su última temporada), dónde se retiró en el 2014, para enfocarse en su carrera musical. Anteriormente el 7 de octubre de 2013, había estrenado el sencillo «Déjame quererte hoy». Posteriormente decidió por el nombre de Camilo, dejando atrás su apellido Echeverry. 
En 2015, se mudó a Miami (Florida), donde luego avanzó en su carrera escribiendo canciones para otros artistas, como «Sin pijama» de Becky G y Natti Natasha , «Veneno» de Anitta,  «Si estuviésemos juntos» de Bad Bunny teniendo más de 461 Millones de visitas en la plataforma de YouTube, y «Ya no tiene novio» de Sebastián Yatra con Mau y Ricky. Este último fue lanzado en agosto de 2018, y obtuvo más de 500 millones de visitas.

### 2018-presente: Éxito como solista
Al relanzar su carrera en solitario, Camilo realizó cambios en su imagen. Evitó su estilo previamente limpio en favor de un look más bohemio, completo con un bigote de manillar.
En el 2018 colaboró con el dúo venezolano Mau & Ricky en la canción «Desconocidos» y meses después «La boca». «Desconocidos» que es una canción de reguetón con tintes de ukelele alcanzó el puesto 23 en la lista Billboard Latin Pop Airplay y tras el éxito del sencillo, Camilo reveló en febrero de 2019 que había firmado con Sony Music Latin.
El 22 de febrero de 2019, actuó en el concierto Venezuela Live Aid en Cúcuta (Colombia), una ciudad ubicada en la frontera con Venezuela. El 28 de marzo lanzó el video y el sencillo de «No te vayas» como su debut en la corriente principal y para agosto de ese año, el video había alcanzado más de 59 millones de visitas en Youtube. Su canción de 2019 «La boca» con Mau & Ricky fue certificada triple platino. Después del lanzamiento de la canción, hizo su debut en la televisión estadounidense, interpretando «La boca» y «No te vayas» en los Premios Juventud 2019 en Miami para los que fue nominado en la categoría de «Nueva generación urbana» y en «Ritmo en la Regadera» por su colaboración con Mau & Ricky y Manuel Turizo en «Desconocidos».
Su primer álbum de estudio que se tituló Por primera vez fue lanzado el 17 de abril de 2020 y debutó en el número uno en la lista Billboard Latin Pop Albums y en el número cinco en la lista Top Latin Albums. Contiene 10 sencillos, entre ellos el tema «Tutu» junto con Pedro Capó que alcanzó la posición número dos en la lista Latin Pop Airplay y su remezcla con la colombiana Shakira y el tema «El mismo aire», realizado en casa como el mismo cantante lo describe. Así mismo en septiembre del 2020 es reconocido con 6 nominaciones a los Premios Grammy Latinos en: Canción del año con «Tutu» y «el mismo aire», Álbum de año Por primera vez, Grabación del año «Tutu», Álbum Local Pop Contemporáneo Por primera vez y Mejor Canción Pop «Tutu» categoría en la que ganó y se llevó su primer Latin Grammy. En noviembre, se anuncia que Camilo está nominado a los Premios Grammy en la categoría «Best Latin Pop or Urban Music» con su álbum Por primera vez.
En 2020 lanzó temas como «Vida de rico» y «Bebé» con El Alfa, y participó en otras canciones como el remix de «Tattoo» de Rauw Alejandro o «Amén» de Ricardo Montaner. «Vida de rico» fue el primer sencillo de su segundo álbum, después de múltiples éxitos como «Tutu» junto a Pedro Capó y Shakira, «Favorito» y sus participaciones en «Tattoo-Remix» con Rauw Alejandro, «Titanic» con Kany García y «Despeinada» con Ozuna, entre otros. «Vida de rico» ganó en los Premio Grammy Latino a la Mejor Canción Pop y al Productor del Año.
En enero de 2021 estrena el sencillo «Ropa cara», cuyo vídeo fue dirigido por su esposa Evaluna Montaner y por Santiago Achaga, y en febrero lanza «Machu Picchu», con Evaluna. Junto a esta última canción anunció la fecha de salida de su segundo álbum de estudio, titulado Mis manos, que fue lanzado el 4 de marzo de 2021.
En 2021, lanzó su sencillo "Índigo" junto a su esposa  Evaluna para dar a conocer a sus fanes su embarazo.
En noviembre de 2022, el cantante ya lanzó el documental sobre su tour 2021 en la plataforma HBO Max con el título "Camilo: El primer tour de mi vida".

## Estilo musical
Camilo se describe a sí mismo como "un cantante honesto que utiliza el amor como motivo de sus canciones". Su música se caracteriza generalmente como pop latino y reguetón. Suzette Fernández de Billboard etiquetó su música como "canciones pop románticas fusionadas con ritmos urbanos". Su voz ha sido descrita como "claramente delicada". Cita al cantante uruguayo Jorge Drexler como una gran influencia en su trabajo. También se destaca por su positividad en las redes sociales. Lucas Villa de MTV describió su cuenta de Instagram como "una tarjeta de sello Latina llena de mensajes positivos de esperanza", ejemplificado por su sección de biografía que consta de "AMAR ES MI REVOLUCIÓN".

## Filmografía

### Televisión
| Año           | Título                | Personaje | Notas                                                |
| ------------- | --------------------- | --------- | ---------------------------------------------------- |
| 2007          | El Factor Xs          | Él mismo  | Participante, reality show de TV Canal RCN (Ganador) |
| 2008          | Súper pá              | Plutarco  | Coprotagonista, serie de TV Canal RCN                |
| 2008          | En los tacones de Eva | Él mismo  | Cameo                                                |
| 2008-2009     | Bichos                | Él mismo  | Conductor                                            |
| 2011          | Factor X              | Él mismo  | Conductor                                            |
| 2011-2014     | Bichos                | Él mismo  | Conductor                                            |
| 2021          | La voz Kids           | Él mismo  | Coach                                                |
| 2022—presente | Los Montaner          | El mismo  | Reparto principal, serie de TV Disney+               |

### Doblaje
| Año  | Título                | Personaje | Notas |
| ---- | --------------------- | --------- | ----- |
| 2013 | Mi villano favorito 2 | Antonio   |       |

## Discografía

### Álbumes de estudio
- 2010: Tráfico de sentimientos
- 2020: Por primera vez
- 2021: Mis manos
- 2022: De adentro pa' fuera
- 2024: Cuatro

### EPs
- 2024: Un
- 2024: Dos
- 2024: Tres

## Giras
- Mis Manos Tour (2021-2022)
- De Adentro Pa' Fuera Tour (2022-2023)
- Nuestro Lugar Feliz Tour (2025)